# Edgar Klaus
Edgar Klaus (* 16. Oktoberjul. / 28. Oktober 1879greg. in Riga, Russisches Kaiserreich; † 1945 oder 1946) war ein Agent.

## Leben

### Die ersten sechs Jahrzehnte
Edgar Klaus wuchs als Sohn einer zur lutherischen Kirche konvertierten jüdischen Familie auf. Klaus besuchte die Realschule in Riga und absolvierte anschließend eine Lehre bei der dortigen Niederlassung der Russisch-Französischen Handelsbank. Von 1905 bis 1907 studierte er an der Kaiserlichen Universität Dorpat Geologie, danach arbeitete er für verschiedene Banken in Russland. Nach Lettland zurückgekehrt, machte er ein kleines Vermögen als Grundstücksmakler.
Im Ersten Weltkrieg wurde er zunächst ins Gouvernement Astrachan und danach nach Sibirien deportiert, wo er für das russische Rote Kreuz als Dolmetscher für Kriegsgefangene tätig war. Er kam dabei in Kontakt mit deutschen und österreichischen Sozialdemokraten sowie – nach eigenen Angaben – mit Josef Stalin.
Während des Lettischen Unabhängigkeitskrieges arbeitete er im dänischen Konsulat in Riga. Ein Ausweis des Konsulats ermöglichte ihm, von April bis Oktober 1919 nach Deutschland zu reisen, wo er als Kurier Kontakt mit dem Außenministerium aufnahm. Ende 1919 floh er angesichts der politischen Wirren in seinem Heimatland als Inhaber eines dänischen Passes nach Deutschland. Er arbeitete als Immobilienmakler in Berlin. 1924 erhielt er die deutsche Staatsangehörigkeit, nach anderen Angaben erst 1931. Von 1935 bis Anfang 1939 lebte er in Jugoslawien; im April 1939 kehrte er in seine Heimatstadt Riga zurück.

### Im Zweiten Weltkrieg
Nach dem deutschen Überfall auf Polen 1939 arbeitete er in Litauen als Informant für die Abwehr. Eine Liste des Reichssicherheitshauptamts (RSHA) von Februar 1940 bezeichnete ihn als jüdischen Kommunisten, der für den französischen und russischen Geheimdienst arbeite. Dennoch hatte die deutsche Botschaft ihm im Monat zuvor einen Reisepass ausgestellt und im März Himmlers Volksdeutsche Mittelstelle einen Ausweis als „Rücksiedler“. Dieser ermöglichte es ihm, vor dem Angriff auf die Sowjetunion ins Deutsche Reich zu flüchten. Am 30. März 1941 verließ er Kaunas und wurde in Berlin von Hans-Ludwig von Lossow, einem Mitarbeiter der Abteilung I der Abwehr, empfangen, wenige Tage darauf als Prittwitz von Gaffron auch von Wilhelm Canaris selbst. Klaus warnte von Lossow davor, die Rote Armee zu unterschätzen, und warnte eindringlich vor einer Invasion der Sowjetunion. Er wiederholte diese Einschätzung, als er auf Veranlassung von Canaris zu einer Besprechung mit hohen Militärs hinzugezogen wurde (darunter, so Klaus’ Erinnerung, Walther von Brauchitsch und Erich von Manstein), deren Fragen zur Roten Armee er beantwortete. Das RSHA hatte von den Gesprächen der Generäle mit Klaus und dessen Warnungen Wind bekommen; Canaris schützte ihn vor dem Zugriff der Gestapo.
Im Mai 1941 fragte Canaris Klaus, ob er sich zutraue, Kontakte zu Vertretern der von Alexandra Michailowna Kollontai geleiteten sowjetischen Botschaft in Stockholm zu knüpfen. Klaus willigte ein. Einen Monat vor dem Angriff auf die Sowjetunion traf er in Stockholm ein. Zunächst gelang es ihm nicht, nützliche Kontakte zur Botschaft zu knüpfen, doch ab Juni 1941 konnte er unter dem Decknamen „General Schönemann“ Informationen über die Aufstellung der Divisionen der Roten Armee und deren Bewaffnung beschaffen und über den Gehilfen des Militärattachés, Werner G. Boening (* 1905) nach Berlin weiterleiten – wo niemand seiner Einschätzung der Kampfkraft der Roten Armee glaubte. 1944 nutzte Walter Schellenberg, der Leiter des Auslandsnachrichtendienstes im Amt VI des RSHA, die Kontakte von Klaus, um im Auftrag von Himmler auszuloten, ob die Alliierten bereit seien, gegen die Freilassung von Juden als Tauschobjekt mit Himmler über dessen Schicksal nach dem absehbaren Ende des Dritten Reichs zu verhandeln.

### Mutmaßungen über seinen Tod
Die Umstände des Todes von Edgar Klaus sind ungeklärt; die Angaben dazu sind widersprüchlich. Jefferson Adams zufolge starb er am Tag der geplanten Rückreise nach Deutschland, dem 1. April 1946. Der Erinnerung der Nachbarstochter zufolge war er bereits im Vorjahr verstorben, vermutlich durch Suizid. Boening zufolge wurde Klaus, wie die übrigen Deutschen, nach Kriegsende in Schweden interniert, kam ins Krankenhaus Gävle, wo er am 6. April 1946 plötzlich starb. Von Seiten der schwedischen Abwehr sei ihm zuverlässig mitgeteilt worden, dass Klaus im sowjetischen Auftrag ermordet worden sei.

## Nachwirkung
Nachdem Peter Kleist einen Zeit-Artikel veröffentlicht hatte, und 1950 seine Memoiren Zwischen Hitler und Stalin 1939–45, kamen in der Presse erneut Spekulationen über einen um 1942 beabsichtigten Frieden zwischen Deutschland und Sowjetunion auf. Infolgedessen interviewte Helmut Heiber (IfZ) Werner G. Boening im November 1957 zu seinen und Klaus’ Aktivitäten und den „sowjetischen Friedensfühlern 1942/43 in Stockholm“. Boening, der 1932 am Seminar von Georg Cleinow Peter Kleist kennengelernt hatte, führte dazu u. a. aus:
Seitdem im Herbst 1941 der Gesandtschaftsrat Wladimir Semjonowitsch Semjonow in Stockholm erschienen war, war zwar die enge Verbindung Kollontai-Klaus unterbrochen, aber zwischen Semjonow und Klaus entwickelte sich eine freundschaftliche Beziehung. Boening korrigierte einige von Kleists Ausführungen zum ersten Treffen Kleist-Klaus am 14. Dezember 1942 in seinem Blockhaus Solsidan. Klaus soll dabei klare Vorschläge gemacht haben und zog auf einer Karte mit einem dicken Strich eine „zukünftige deutsch-sowjetische Interessensgrenze“. Da alles darauf hindeutete, dass den Russen „das nationalsozialistische System immer noch sympatischer war, als das westlich-demokratische“, hätte man ohne weiteres mit den Russen reden können. Dass mit Wladimir Georgijewitsch Dekanosow und Andrei Alexandrow in Stockholm kein Gespräch zustande kam, begründete Boening damit, dass Kleist als beamteter Ministerialdirigent, mit Frau und Kindern in Berlin, zu vorsichtig war.
Der Historiker Bernd Martin bestritt 1970 solche „Sondierungen“ nach einem Interview Boenings, bei dem er die Klauss-Papiere erhalten hatte. Daran, dass den deutschen Akten dazu nicht zu trauen ist, erinnerte Ingeborg Fleischhauer 1986 in Die Chance des Sonderfriedens. Semjenow erwähnte 1995 in seinen Memoiren, dass Klaus 1939 oder 1940 in Kaunas für die sowjetische Abwehr angeworben wurde.